# Micandra dignota
Micandra dignota is een vlinder uit de familie van de Lycaenidae. De wetenschappelijke naam van de soort werd als Thecla dignota in 1921 gepubliceerd door Draudt.

## Synoniemen
- Thecla obliterata Lathy, 1936